# Прекинути загрљаји
Прекинути загрљаји (шп. Los abrazos rotos) је шпански романтични трилер из 2009. године са Пенелопе Круз у главној улози. Редитељ и сценариста филма је Педро Алмодовар. Прекинути загрљаји је био у конкуренцији за Златну палму на Канском фестивалу и за Златни глобус за најбољи страни филм.

## Радња
Слепи сценариста, и некада успешни редитељ, Хари Кејн, добија понуду од извесног Реја Икса да заједно напишу сценарио за филм о плашљивом и асоцијалном хомосексуалцу, сину познатог бизнисмена. Хари се сећа геја са којим је радио пре петнаест година и схвата да се ради о истој особи - сину богаташа Ернеста Мартела. Али навиру и друга сећања, између осталих и на трагичну везу коју је имао са шармантном Леном, девојком која је живела са Ернестом. Убрзо се ланчано откривају још неке тајне, које је његова помоћница и бивша љубавница, Џудит, годинама тврдоглаво чувала.

## Улоге
| Глумац          | Улога                  |
| --------------- | ---------------------- |
| Пенелопе Круз   | Магдалена Лена Ривера  |
| Бланка Портиљо  | Џудит Гарсија          |
| Луис Омар       | Матео Бланко/Хари Кејн |
| Лола Дуењас     | Читач са усана         |
| Хосе Луиз Гомез | Ернесто Мартел         |
| Тамар Новас     | Дјего                  |
| Кармен Маки     | Чон                    |